# 天津市人民政府侨务办公室
天津市人民政府侨务办公室是中华人民共和国天津市人民政府主管侨务工作的直属机构。

## 直属（下属）部门
- 经济联络处
- 侨政处
- 秘书处
- 文教宣传处
- 简介处[1]